# Dietètica
La dietètica és la ciència que estudia els règims dels aliments estant amb salut o malalt (dietoteràpia), d'acord amb els coneixements sobre fisiologia de la nutrició en el primer cas i sobre la fisiopatologia del trastorn en el segon.
És l'estudi higiènic de l'alimentació, que permet establir, de manera científica, la ració alimentària o dieta que convé a una persona, segons el seu treball o estat de salut. El dietista o dietetista és l'especialista en dietètica.
A l'antiga Grècia Hipòcrates va ser un precursor de la dietètica: "que el teu aliment sigui la teva medicina". Però ell seguia la teoria obsoleta dels quatre elements.
L'espanyol Francisco Grande Covián, va relacionar científicament la relació entre l'excés de greix en la dieta i el sobrepès i la generació de problemes cardiovasculars segons el nivell de colesterol.

## Aspectes notables
Els principals components de la dieta d'una societat o un país tendeixen a estar relacionats amb el seu grau de prosperitat. La caiguda en el consum d'aliments rics en midó i l'augment del consum de greixos animals són unes de les característiques més evidents. Els sucres simples especialment en forma de sacarosa i glucosa passen a ser el 50% del total de glúcids en els països pròspers comparats amb el 5-10% en els països més pobres.
La dieta de l'estil d'Occident requereix tres vegades més biomassa per capita que una dieta saludable basada en les plantes (Penning de Vries et el 1996). Els occidentals estan amatents al tema de la seguretat alimentària i a la toxicologia més que no pas a les implicacions de la salut a llarg termini. El model occidental tendeix a implantar-se fins i tot en zones d'antiga i diferent tradició gastronòmica, per exemple al Japó l'any 1963 el percentatge de greix en la dieta era de 13% i va passar a ser de 26% el 1988 (FAO 1991). Molt similar, però més tardana i més ràpida va ser l'evolució a la Xina (de 13 a 21% de 1990 a 1992). Els països de l'est d'Europa han passat a ser els de més percentatge d'obesitat d'Europa amb les malalties associades de diabetis, hipertensió, hipercolesterolèmia, malalties coronàries i càncers associats a la dieta.
En els països del tercer món hi ha molta diferència entre la dieta de les ciutats (amb més consum de greixos, sucres i sal) i la del camp dins un mateix país.
S'han elaborat unes taules de quantitat diària recomanada però són diferents de les de l'OMS, els Estats Units i la Unió Europea.